# Pet jezer Fudži
Pet jezer Fudži (富士五湖, Fudži-goko) je ime območja, ki je ob vznožju gore Fudži v prefekturi Jamanaši na Japonskem. So del narodnega parka Fudži-Hakone-Izu. Ima približno 100.000 prebivalcev in leži približno 1000 metrov nad morsko gladino. Ime Pet jezer Fudži izhaja iz dejstva, da obstaja pet jezer, ki so nastala zaradi prejšnjih izbruhov gore Fudži. Glavno mesto v regiji, Fudžijošida, ima približno 54.000 prebivalcev  in je še posebej znano po rezancih udon. Druga zanimivost je gozd Aokigahara džukai. Pet jezer Fudži sta leta 1927 Tokyo Niči Niči Šimbun in Osaka Mainiči Šimbun izbrala kot eno izmed petindvajsetih zmagovalnih mest na Japonskem.

## Jezera
Pet jezer leži v loku okoli severne polovice gore Fudži. V starih časih se je tok lave zaradi vulkanskega izbruha gore Fudži razširil po območju, zajezil reke in povzročil nastanek teh jezer. Vsi veljajo za odlične turistične atrakcije in kraje za ribolov.

### Jezero Kavaguči
Jezero Kavaguči (河口湖 Kavaguči-ko) je najbolj znano od petih jezer in slike tega jezera se običajno uporabljajo na plakatih in reklamah za območje petih jezer Fudži. Veliko število hotelov je na njegovih bregovih, prav tako domačini, ki turistom nudijo vožnje s čolni. To je edino jezero na območju, ki ima otok. Ob tem jezeru skozi vse leto potekajo številne lokalne kulturne prireditve.

### Jezero Motosu
Jezero Motosu (本栖湖 Motosu-ko) je deveto najgloblje jezero na Japonskem s 140 metri. To jezero, skupaj z jezeroma Sai in jezerom Šōdži, je nastalo s tekom lave čez današnji gozd Aokigahara Jukai v ogromno jezero, ki je nekoč prevladovalo na tem območju, in ta tri jezera so še vedno povezana s podzemnimi vodnimi tokovi.

### Jezero Sai
Zahodna stran jezera Sai (西湖 Sai-ko) si deli bregove z zloglasnim gozdom Aokigahara Jukai.

### Jezero Šōdži
Jezero Šōdži (精進湖 Šōdži-ko) je najmanjše od petih jezer. Ostanki toka lave še vedno štrlijo iz vode. Domačini običajno lovijo iz teh skal.

### Jezero Jamanaka
Najbolj vzhodno in največje od petih jezer, jezero Jamanaka (山中湖 Jamanaka-ko), je tudi tretje najvišje jezero na Japonskem, ki stoji na 980 metrih nadmorske višine

## Turizem
Večina kapitala, ki prihaja na to območje, prihaja iz turistične industrije. Vsako leto 9.000.000 obiskovalcev porabi približno 100.000.000.000 jenov. Glavne znamenitosti območja so:
- Gora Fudži
- Onsen
- Fuji-Q Highland – zabaviščni park z enim najvišjih toboganov na svetu.
- Jezera - ogledi, jadranje in ribolov.
- Pohodništvo in planinarjenje.
- Vas zdravljenja (いやしの里 ijašinosato） – zgodovinsko natančna, obnovljena japonska vas.